# Третій принц (фільм)
«Третій принц» — популярний фільм-казка виробництва Чехословаччини 1982 року. Для сімейного перегляду.
В головних ролях задіяні актори Лібуше Шафранкова і Павел Травнічек. Глядачам вони запам'ятались за головними ролями у фільмі «Три горішки для Попелюшки». Обидва актори грають відразу дві ролі у фільмі: Лібуше Шафранкова — принцесу Мілену і принцесу Алмазних Скель, а Павел Травнічек — принців братів-близнюків.

## Сюжет
За казкою Я. Ербена «Близнюки». Хоробрі королівські сини, брати-близнюки Ярослав і Яромир люблять і допомагають один одному. Є у них і ще один брат — Індржих, який, побачивши одного разу на портреті принцесу Алмазних Скель, закохався і відправився на її пошуки. Яромир, ставши дорослим, також закохався в намальовану дівчину і відправився шукати своє щастя. Але Яромира, як і Ірджиха, зачаровують Алмазні Скелі. Щоби звільнити братів, в дорогу вирушає Ярослав…

## У ролях

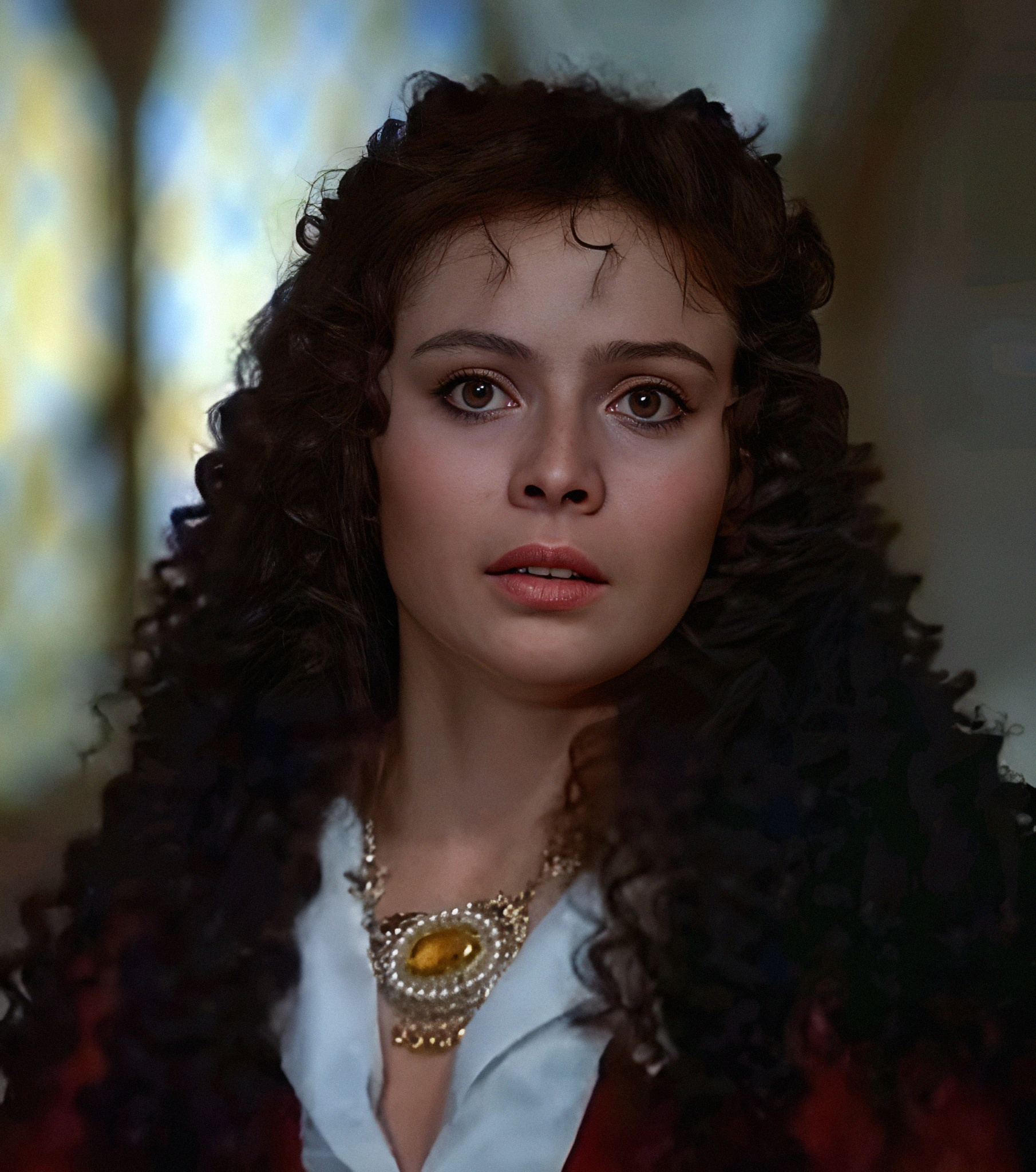
Лібуше Шафранкова у ролі Мілени / Принцеси Алмазних скель

- Лібуше Шафранкова у ролі Мілени / Принцеси Алмазних скельЛібуше Шафранкова — Мілена/Принцеса Алмазних скель
- Павел Травнічек — Ярослав/Яромир
- Люсі Зеднічкова — донька
- Тереза Мунзарова
- Зора Яндова
- Любомир Костелка
- Людек Мунзар
- Яна Главачова
- Ольдржих Велен
- Франтішек Ханус